# 唐之奇
唐之奇（7世纪—684年12月29日），字知子，唐朝京兆长安人，唐临之兄唐皎之子。
调露年间，唐之奇为给事中，因为作为章怀太子的僚属流放边地。文明元年（684年），起为括苍县令。当时詹事府司直杜求仁贬为黟县县令，长安主簿骆宾王贬为临海丞，李敬业贬为柳州司马，盩厔令李敬猷被免官，他和这些人都客居扬州。李敬业用前盩厔尉魏思温的计谋，在七月，派监察御史薛仲璋先到江都，又令雍州人韦超去见薛仲璋告变，说扬州长史陈敬之与唐之奇谋逆，薛仲璋将陈敬之逮捕。几天后，李敬业矫制杀陈敬之，自称扬州司马，假称高州首领冯子猷叛逆，奉密诏募兵进讨。当天开府库，派士曹参军李宗臣释放囚犯及丁役、工匠，得到数百人，都给他们盔甲。录事参军孙处行拒命，被李敬业斩杀。开三府：匡复府、英公府、扬州大都督府。李敬业自称匡复府上将，领扬州大都督，以杜求仁、唐之奇、骆宾王为府属。旬日之间，聚兵十余万。武则天命左玉钤卫大将军李孝逸为扬州道行军大总管，率兵三十万讨伐。悬赏得李敬业的首级，授官三品，赏帛五千；得唐之奇等人的首级，授官五品，赏帛三千。
程务挺与唐之奇、杜求仁友善，有人陷害程务挺与裴炎、徐敬业暗中勾结。武则天派左鹰扬将军裴绍业到军中斩杀程务挺，籍没其家。唐之奇逼王绍宗归降，王绍宗称有病不去。李敬业大怒，将要杀他。唐之奇说：“王绍宗有人望，杀他恐伤士众之心。”于是获免。官军前锋左豹韬果毅成三郎被俘，唐之奇骗部下说：“这是李孝逸！”将要斩他。成三郎大呼：“我是果毅成三郎，不是将军李孝逸。官军已围困你们数重，击破你们在于朝夕。我死，妻儿受荣；你们死了，家口配没，终不及我！”唐之奇大怒，将他杀死。高邮之战，李敬业大败，李敬业与李敬猷、唐之奇、杜求仁、骆宾王轻骑逃回江都，携妻儿奔润州，潜藏在蒜山下，将入海逃到高句丽故地，抵海陵，在江中遇到大风，被其将王那相斩杀，共二十五个人头，传首东都。其子唐系、唐累、唐繁。